# Adam Tarło (generał)
Adam Tarło herbu Topór (zm. 4 lutego 1770 roku) – generał major wojsk koronnych, starosta goszczyński w 1730 roku, starosta brzegowski, skalski.

## Życiorys
Poseł ziemi czerskiej na sejm elekcyjny 1733 roku, jako rotmistrz i deputat z powiatu grójeckiego podpisał pacta conventa Stanisława Leszczyńskiego w 1733 roku. Poseł z województwa podolskiego na sejm nadzwyczajny 1733 roku i sejm 1740 roku. Był posłem województwa podolskiego na sejm 1746 roku. Był posłem z województwa mazowieckiego na sejm 1750 roku. 
W załączniku do depeszy z 2 października 1767 roku do prezydenta Kolegium Spraw Zagranicznych Imperium Rosyjskiego Nikity Panina, poseł rosyjski Nikołaj Repnin określił go jako posła wrogiego realizacji rosyjskich planów na sejmie 1767 roku, poseł województwa podolskiego na sejm 1767 roku.
Od 1792 roku pułkownik pieszego regimentu łanowego. Patent generalski uzyskał w 1750 roku. Dokonał remontu pałacu w Skale Podolskiej. Zbudował także zamek w Zbrzyziu.